# ویلهلم آکرمان
ویلهلم فریدریش آکرمان (به آلمانی: Wilhelm Friedrich Ackermann)‏ (۲۹ مارس ۱۸۹۶ - ۲۴ دسامبر ۱۹۶۲) ریاضیدان آلمانی که بیشتر به خاطر تابع آکرمان که مثال مهمی در نظریه محاسبات است، شناخته می‌شود. وی همچنین یکی از خبره‌ترین منطق‌دانان جهان محسوب می‌شود.
گرچه آکرمان تدریس به عنوان یک معلم دبیرستان را به تدریس در دانشگاه ترجیح داد، با این حال وی تا آخر عمر به تحقیق و پژوهش پرداخت و آثار بسیاری در مبانی ریاضیات منتشر کرد. وی سرانجام در لودن‌شاید آلمان درگذشت.
از وی کتاب بنیادهای منطق نگریک که با همکاری داوید هیلبرت نوشته شده است که توسط میرشمس‌الدین ادیب‌سلطانی به فارسی ترجمه شده است.

## پی‌نوشت‌ها
1. ↑  Hermes, In memoriam WILHELM ACKERMANN 1896-1962 (pdf 945 KB)
2. ↑  هیلبرت، داوید و اکرمان، ویلهلم، (۱۳۸۰)، بنیادهای منطق نگریک، تهران: امیرکبیر.